# Hatikva
Hatikva (en hebreo הַתִּקְוָה, «La Esperanza») es el himno nacional de Israel. La letra fue escrita en Iași en 1878 por Naftali Herz Imber (1856-1909), poeta judío nacido en Zloczow (Galitzia, actualmente Zolochiv, Ucrania), con motivo de la fundación de Petaj Tikva, uno de los primeros asentamientos judíos en la Siria otomana. El poema fue incluido en su primer libro, Barkai, la brillante estrella de la mañana, de 1886, impreso en Jerusalén.   
En 1897, durante el Primer Congreso Sionista, se convirtió en el himno del sionismo y fue proclamado himno nacional de Israel en 1948, año de la fundación del Estado de Israel.

## Antes del Estado de Israel
En 1919, el gobierno del Mandato Británico de Palestina prohibió temporalmente la interpretación y retransmisión del himno reivindicativo, como medida preventiva debido al aumento de la actividad política antisionista árabe.
Un antiguo miembro del Sonderkommando informó que un grupo de judíos checos habían comenzado a cantar la canción espontáneamente a la entrada de la cámara de gas de Dachau en 1944. Mientras cantaban, fueron golpeados por los guardias de las Waffen-SS.

## Música
La música está basada en una melodía italiana del siglo XVII llamada La Mantovana. Es usada en el poema sinfónico Vltava (‘El Moldava’), perteneciente a la obra Má vlast (‘Mi Patria’), del compositor checo Bedřich Smetana. Fue recompuesta por Samuel Cohen y orquestada por el compositor Paul Ben-Haim en 1897.

## Texto actual
A continuación se muestra el texto actual (primera estrofa y el estribillo extraídos del poema inicial de nueve estrofas) en hebreo y en hebreo escrito con caracteres árabes, junto con la transcripción hebrea y su traducción:
| כֹּל עוֹד בַּלֵּבָב פְּנִימָה נֶפֶשׁ יְהוּדִי הוֹמִיָּה, וּלְפַאֲתֵי מִזְרָח קָדִימָה, עַיִן לְצִיּוֹן צוֹפִיָּה;            | كول عود باليڤاڤ پنيما نيفش ييهودي هوميا أولفأتيه مزراچ كاديما عاين ليتسيون تسوفيا.             | Kol od balevav penima- Nefesh yehudi homiya- Ulfa'atei mizraj kadima- Áyin letzion tzofiya.-               | Mientras en lo profundo del corazón palpite un alma judía, y dirigiéndose hacia el Oriente un ojo aviste a Sion,                              |
| עוֹד לֹא אָבְדָה תִּקְוָתֵנוּ, הַתִּקְוָה בַּת שְׁנוֹת אַלְפַּיִם, לִהְיוֹת עַם חָפְשִׁי בְּאַרְצֵנוּ, אֶרֶץ צִיּוֹן וִירוּשָׁלַיִם. | عود لو أڤداه تكڤاتينو هاتكڤاه بات شنوت ألپايم لهيوت عام خوفشي بأرتسينو إيرتس تسيون ڤيروشالايم. | Od lo avda tikvatenu- Hatikva bat shnot alpayim:- Lihyot am jofshi be'artzenu- Eretz Tzion v'Yerushalayim. | no se habrá perdido nuestra esperanza; la esperanza de dos mil años, de ser un pueblo libre en nuestra tierra: la tierra de Sion y Jerusalén. |

## Versiones
Debido a su importancia del Estado de Israel sobre la vida judía a nivel mundial, el Hatikva ha logrado trascender su versión original, siendo traducida a diferentes idiomas. Entre ellos, se encuentra una versión en español,creada por el medio digital judío Enlace Judío.